# Wally Van
Wally Van est un acteur et réalisateur  américain né le 27 septembre 1880 à New Hyde Park, New York (États-Unis), décédé le 9 mai 1974 à Englewood, New Jersey (États-Unis). Il a été essentiellement actif dans le cinéma muet.

## Biographie
Né Wallace van Nostrand.

## Filmographie

### comme acteur
- 1911 : The New Stenographer
- 1913 : When Mary Grew Up
- 1913 : Cutey and the Twins : Cutey
- 1913 : The Dog House Builders
- 1913 : Bunny's Honeymoon : Dorothy's Fiance
- 1913 : Cutey and the Chorus Girls : Cutey
- 1913 : The Fortune
- 1913 : Sleuthing : Wally, a Roomer
- 1913 : Mixed Identities : Lothario
- 1913 : Bunny Versus Cutey : Cutey
- 1913 : Disciplining Daisy : Cutey
- 1913 : Cutey Plays Detective : Cutey
- 1913 : Cutey Tries Reporting : Cutey
- 1913 : Does Advertising Pay? : Montague
- 1913 : Bunny's Dilemma : Jack Holmes
- 1913 : One Good Joke Deserves Another : Jim Wilson
- 1913 : One Over on Cutey : Cutey
- 1913 : Love's Quarantine : Cutey
- 1913 : An Error in Kidnapping : Edna's Sweetheart
- 1913 : Troublesome Daughters : Second Suitor
- 1913 : When the Press Speaks
- 1913 : Those Troublesome Tresses
- 1913 : The Feudists : Young Lover
- 1913 : Which Way Did He Go? : The Henpecko's Daughter's Sweetheart
- 1913 : Our Wives : Walter Blair
- 1913 : Which? : Cutey
- 1913 : Cutey's Waterloo
- 1913 : The Life Saver
- 1914 : The Misadventures of a Mighty Monarch
- 1914 : The Street Singers
- 1914 : Timing Cupid
- 1914 : Cutey's Vacation
- 1914 : Doctor Polly
- 1914 : The Speeder's Revenge
- 1914 : Art for a Heart
- 1914 : The Chicken Inspector
- 1914 : Fanny's Melodrama
- 1914 : Love, Luck and Gasoline
- 1914 : Cutey's Wife
- 1914 : The Boys of the I.O.U.
- 1914 : The Widow of Red Rock
- 1914 : The Persistent Mr. Prince
- 1914 : Lillian's Dilemma
- 1914 : The Band Leader
- 1914 : The Win(k)some Widow : Cutey, press agent
- 1914 : Thanks for the Lobster
- 1914 : How to Do It and Why; or, Cutey at College
- 1915 : The Man Behind the Door : Jack de Lacy
- 1915 : The Chief's Goat
- 1915 : A Man of Parts
- 1915 : Postponed
- 1915 : Cutey Becomes a Landlord
- 1915 : Cutey's Sister
- 1915 : Cupid Puts One Over on the Shatchen
- 1915 : Love, Snow and Ice
- 1915 : The Evolution of Cutey
- 1915 : Insuring Cutey
- 1915 : Welcome to Bohemia
- 1915 : The Highwayman
- 1915 : Cutey, Fortune Hunting
- 1915 : The Serpent's Tooth
- 1915 : His Fairy God-Mother
- 1915 : Cutey's Awakening
- 1915 : The Lure of a Widow
- 1915 : Quits
- 1916 : You're Next
- 1916 : Putting Pep in Slowtown
- 1923 : East Side - West Side : Skiddy Stillman
- 1923 : The Common Law : Samuel Ogilvy
- 1923 : The Drivin' Fool : Hal Locke (his speed-mad son)
- 1923 : La Peau de chagrin (Slave of Desire) : Rastignac
- 1925 : Barriers Burned Away : Gale Winthrop

### comme réalisateur
- 1914 : The Street Singers
- 1914 : Doctor Polly
- 1914 : Art for a Heart
- 1914 : The Chicken Inspector
- 1914 : Fanny's Melodrama
- 1914 : Cutey's Wife
- 1914 : The Boys of the I.O.U.
- 1914 : The Widow of Red Rock
- 1914 : The Fates and Flora Fourflush
- 1914 : Thanks for the Lobster
- 1914 : How to Do It and Why; or, Cutey at College
- 1915 : The Man Behind the Door
- 1915 : The Chief's Goat
- 1915 : A Man of Parts
- 1915 : Postponed
- 1915 : Cutey Becomes a Landlord
- 1915 : Cutey's Sister
- 1915 : Cupid Puts One Over on the Shatchen
- 1915 : Love, Snow and Ice
- 1915 : The Evolution of Cutey
- 1915 : Insuring Cutey
- 1915 : Welcome to Bohemia
- 1915 : The Highwayman
- 1915 : Cutey, Fortune Hunting
- 1915 : The Serpent's Tooth
- 1915 : His Fairy God-Mother
- 1915 : Cutey's Awakening
- 1915 : The Lure of a Widow
- 1915 : Quits
- 1915 : The Sultan of Zulon
- 1915 : Hats Is Hats
- 1915 : Hughey of the Circus
- 1915 : Levy's Seven Daughters
- 1916 : The Scarlet Runner
- 1916 : When Hooligan and Dooligan Ran for Mayor
- 1916 : You're Next
- 1916 : Hughey, the Process Server
- 1916 : Putting Pep in Slowtown
- 1919 : False Gods
- 1920 : The Evil Eye
- 1925 : Rough Going